# آروی تریتون
آروی تریتون (به انگلیسی: RV Triton) یک کشتی است که طول آن ۳۱۸ فوت ۳ اینچ (۹۷٫۰۰ متر) می‌باشد. کشتی در سال ۲۰۰۰ ساخته شد.